# Studeerkamer

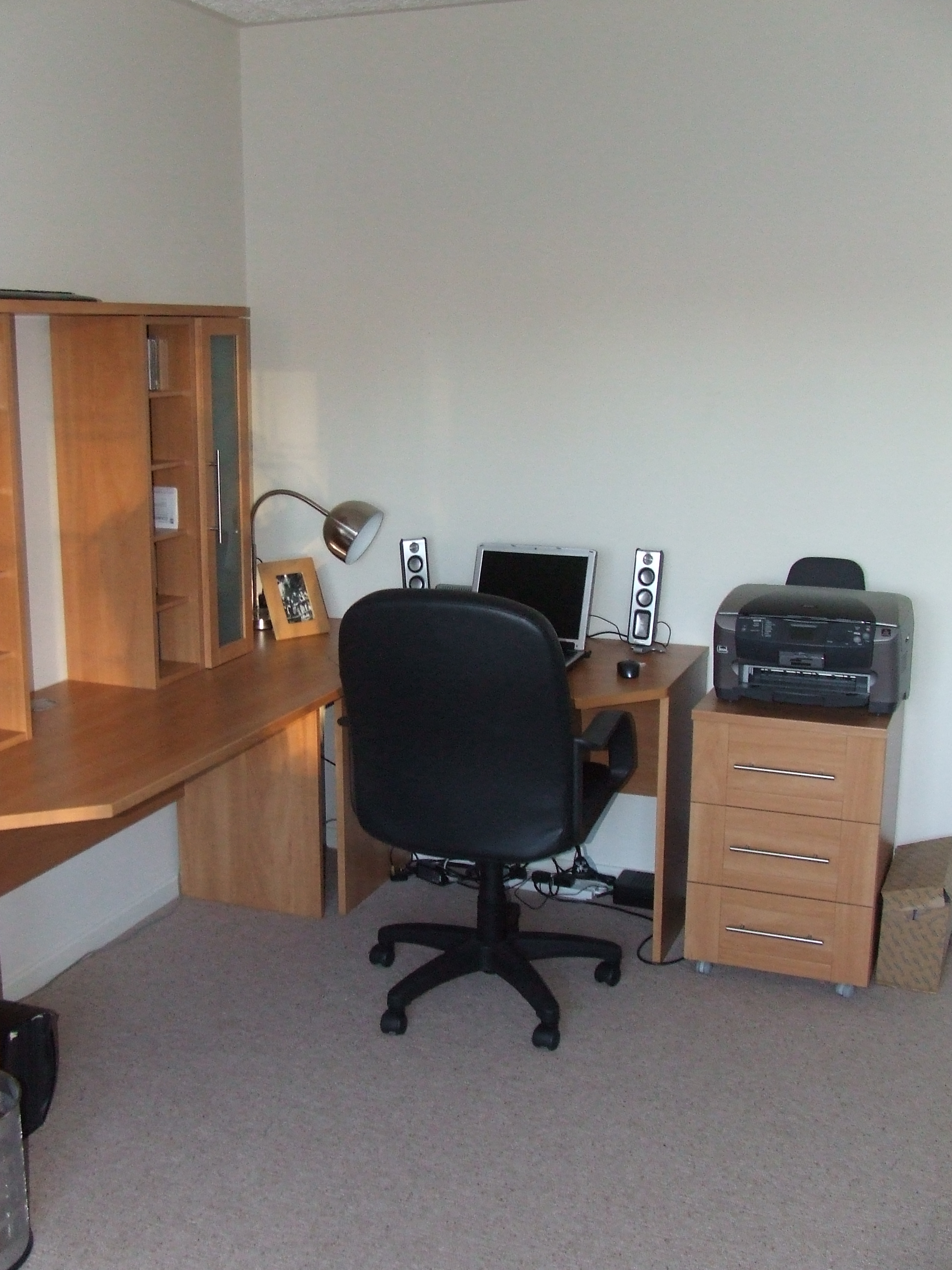
Een moderne studeerkamer

Een studeerkamer is een kamer in een woning die wordt gebruikt voor papierwerk, computerwerk, huiswerk, studeren en lezen. Historisch gezien was de studeerkamer gereserveerd voor gebruik als privékantoor en leeszaal voor de man als de formele baas van een huishouden, maar tegenwoordig worden studeerkamers door het hele gezin gebruikt. Een pastorie bevat(te) vaak een studeerkamer voor de geestelijke die de pastorie bewoont of bewoonde.

## Opmaak en uitrusting
Een studeerkamer beschikt meestal over een bureau, een stoel, een computer, bureaulampen, boeken en boekenplanken. Vaak als huizen een slaapkamer over hebben, wordt deze als een combinatie van een studeerkamer en een logeerkamer gebruikt.

## Geschiedenis
De studeerkamer ontwikkelde zich uit de thuisbibliotheek. De komst van elektronische communicatie, het inmiddels grotendeels vervangen faxapparaat en computertechnologie hebben de aantrekkingskracht van toegewijde thuiswerkgebieden verruimd.

## Modern gebruik
De impact van het internet heeft geleid van een transformatie van de historische studeerkamer met gelokaliseerde functies naar het hedendaagse thuiskantoor. de technologische revolutie die sinds de jaren zeventig mogelijk is gemaakt door het internet, zijn mensen die thuis werken in staat gesteld om wereldwijd te communiceren, produceren en te concurreren. Gemakkelijk beschikbare services zijn e-mail, e-commerce en videoconferenties.